# Euphyia renei
Euphyia renei là một loài bướm đêm trong họ Geometridae.